# Colombia Open 2014 - Qualificazioni singolare
Le qualificazioni del singolare  del Colombia Open 2014 sono state un torneo di tennis preliminare per accedere alla fase finale della manifestazione. I vincitori dell'ultimo turno sono entrati di diritto nel tabellone principale. In caso di ritiro di uno o più giocatori aventi diritto a questi sono subentrati i lucky loser, ossia i giocatori che hanno perso nell'ultimo turno e avevano una classifica più alta rispetto agli altri partecipanti che avevano comunque perso nel turno finale.

## Teste di serie
1. James Ward (qualificato)
2. Juan Ignacio Londero (qualificato)
3. Nicolás Barrientos (qualificato)
4. Carlos Salamanca (ultimo turno)

1. Kevin King (qualificato)
2. Michael Venus (ultimo turno)
3. Juan Carlos Spir (secondo turno)
4. Marcelo Arévalo (ultimo turno)

## Qualificati
1. James Ward
2. Juan Ignacio Londero

1. Nicolás Barrientos
2. Kevin King

## Tabellone

### Legenda
| - Q = Qualificato - WC = Wild card - LL = Lucky loser | - ALT = Alternate - SE = Special Exempt - PR = Protected Ranking | - w/o = Walkover - r = Ritirato - d = Squalificato |

### Sezione 1
|  | Primo turno       | Primo turno       | Primo turno       | Primo turno | Primo turno |  |  | Secondo turno | Secondo turno     | Secondo turno | Secondo turno   | Secondo turno |   |   | Ultimo turno | Ultimo turno | Ultimo turno | Ultimo turno | Ultimo turno |  |
|  |                   |                   |                   |             |             |  |  |               |                   |               |                 |               |   |   |              |              |              |              |              |  |
|  |                   |                   |                   |             |             |  |  |               |                   |               |                 |               |   |   |              |              |              |              |              |  |
|  |                   |                   |                   |             |             |  |  | 1             | James Ward        | 1             | 6               | 7             |   |   |              |              |              |              |              |  |
|  | Santiago González | Santiago González | Santiago González | 6           | 6           |  |  |               | Santiago González | 6             | 1               | 63            |   |   |              |              |              |              |              |  |
|  | Tigre Hank        | Tigre Hank        | Tigre Hank        | 2           | 1           |  |  |               |                   |               |                 |               |   |   | 1            | James Ward   | 3            | 6            | 6            |  |
|  | Michael Quintero  | Michael Quintero  | Michael Quintero  | 6           | 6           |  |  |               |                   | 8             | Marcelo Arévalo | 6             | 4 | 2 |              |              |              |              |              |  |
|  | Sebastián López   | Sebastián López   | Sebastián López   | 2           | 1           |  |  |               | Michael Quintero  | 6             | 5               | 4             |   |   |              |              |              |              |              |  |
|  |                   | Pablo Tellez      | Pablo Tellez      | 1           | 4           |  |  | 8             | Marcelo Arévalo   | 2             | 7               | 6             |   |   |              |              |              |              |              |  |
|  | 8                 | Marcelo Arévalo   | Marcelo Arévalo   | 6           | 6           |  |  |               |                   |               |                 |               |   |   |              |              |              |              |              |  |

### Sezione 2
|  | Primo turno  | Primo turno               | Primo turno  | Primo turno | Primo turno |  |  | Secondo turno | Secondo turno             | Secondo turno             | Secondo turno | Secondo turno |   |     | Ultimo turno | Ultimo turno         | Ultimo turno         | Ultimo turno | Ultimo turno |  |
|  |              |                           |              |             |             |  |  |               |                           |                           |               |               |   |     |              |                      |                      |              |              |  |
|  |              |                           |              |             |             |  |  |               |                           |                           |               |               |   |     |              |                      |                      |              |              |  |
|  |              |                           |              |             |             |  |  | 2             | Juan Ignacio Londero      | Juan Ignacio Londero      | 6             | 6             |   |     |              |                      |                      |              |              |  |
|  | WC           | Juan Espinel              | 6            | 0           | 1           |  |  |               | Mateo Andrés Ruíz Naranjo | Mateo Andrés Ruíz Naranjo | 2             | 4             |   |     |              |                      |                      |              |              |  |
|  |              | Mateo Andrés Ruíz Naranjo | 4            | 6           | 6           |  |  |               |                           |                           |               |               |   |     | 2            | Juan Ignacio Londero | Juan Ignacio Londero | 6            | 7            |  |
|  | Divij Sharan | Divij Sharan              | Divij Sharan | 6           | 6           |  |  |               |                           | 6                         | Michael Venus | Michael Venus | 4 | 610 |              |                      |                      |              |              |  |
|  | Juan Montes  | Juan Montes               | Juan Montes  | 0           | 1           |  |  |               | Divij Sharan              | 6                         | 3             | 5             |   |     |              |                      |                      |              |              |  |
|  |              |                           |              |             |             |  |  | 6             | Michael Venus             | 4                         | 6             | 7             |   |     |              |                      |                      |              |              |  |
|  |              |                           |              |             |             |  |  |               |                           |                           |               |               |   |     |              |                      |                      |              |              |  |

### Sezione 3
|  | Primo turno   | Primo turno                   | Primo turno                   | Primo turno | Primo turno |  |  | Secondo turno | Secondo turno                 | Secondo turno                 | Secondo turno | Secondo turno |   |   | Ultimo turno | Ultimo turno       | Ultimo turno       | Ultimo turno | Ultimo turno |  |
|  |               |                               |                               |             |             |  |  |               |                               |                               |               |               |   |   |              |                    |                    |              |              |  |
|  |               |                               |                               |             |             |  |  |               |                               |                               |               |               |   |   |              |                    |                    |              |              |  |
|  |               |                               |                               |             |             |  |  | 3             | Nicolás Barrientos            | Nicolás Barrientos            | 6             | 7             |   |   |              |                    |                    |              |              |  |
|  | WC            | José Fernando Carvajal Torres | José Fernando Carvajal Torres | 6           | 6           |  |  | WC            | José Fernando Carvajal Torres | José Fernando Carvajal Torres | 0             | 65            |   |   |              |                    |                    |              |              |  |
|  |               | Sanchai Ratiwatana            | Sanchai Ratiwatana            | 2           | 2           |  |  |               |                               |                               |               |               |   |   | 3            | Nicolás Barrientos | Nicolás Barrientos | 6            | 6            |  |
|  | César Ramírez | César Ramírez                 | César Ramírez                 | 6           | 6           |  |  |               |                               |                               | César Ramírez | César Ramírez | 1 | 4 |              |                    |                    |              |              |  |
|  | Scott Lipsky  | Scott Lipsky                  | Scott Lipsky                  | 2           | 1           |  |  |               | César Ramírez                 | 7                             | 63            | 6             |   |   |              |                    |                    |              |              |  |
|  |               | Sonchat Ratiwatana            | Sonchat Ratiwatana            | 3           | 1           |  |  | 7             | Juan Carlos Spir              | 5                             | 7             | 3             |   |   |              |                    |                    |              |              |  |
|  | 7             | Juan Carlos Spir              | Juan Carlos Spir              | 6           | 6           |  |  |               |                               |                               |               |               |   |   |              |                    |                    |              |              |  |

### Sezione 4
|  | Primo turno                | Primo turno                | Primo turno                | Primo turno | Primo turno |  |  | Secondo turno | Secondo turno              | Secondo turno              | Secondo turno | Secondo turno |   |   | Ultimo turno | Ultimo turno     | Ultimo turno | Ultimo turno | Ultimo turno |  |
|  |                            |                            |                            |             |             |  |  |               |                            |                            |               |               |   |   |              |                  |              |              |              |  |
|  |                            |                            |                            |             |             |  |  |               |                            |                            |               |               |   |   |              |                  |              |              |              |  |
|  |                            |                            |                            |             |             |  |  | 4             | Carlos Salamanca           | Carlos Salamanca           | 6             | 6             |   |   |              |                  |              |              |              |  |
|  | Steffen Zornosa            | Steffen Zornosa            | Steffen Zornosa            | 4           | 4           |  |  |               | Daniel Elahí Galán Riveros | Daniel Elahí Galán Riveros | 4             | 3             |   |   |              |                  |              |              |              |  |
|  | Daniel Elahí Galán Riveros | Daniel Elahí Galán Riveros | Daniel Elahí Galán Riveros | 6           | 6           |  |  |               |                            |                            |               |               |   |   | 4            | Carlos Salamanca | 7            | 63           | 2            |  |
|  | WC                         | Manuel Arias               | Manuel Arias               | 2           | 4           |  |  |               |                            | 5                          | Kevin King    | 5             | 7 | 6 |              |                  |              |              |              |  |
|  |                            | Julio César Campozano      | Julio César Campozano      | 6           | 6           |  |  |               | Julio César Campozano      | Julio César Campozano      | 1             | 64            |   |   |              |                  |              |              |              |  |
|  |                            |                            |                            |             |             |  |  | 5             | Kevin King                 | Kevin King                 | 6             | 7             |   |   |              |                  |              |              |              |  |
|  |                            |                            |                            |             |             |  |  |               |                            |                            |               |               |   |   |              |                  |              |              |              |  |